# Нерадовский, Пётр Иванович
Пётр Иванович Нерадовский (1875—1962) — русский график, историк искусства, музейный работник, действительный член Императорской Академии художеств (с 1914).

## Биография
Родился 14 (26) апреля 1875 года в семье художника Ивана Диомидовича Нерадовского (1837—1881). Учился в Московском училище живописи ваяния и зодчества (1888—1896) у С. А. Коровина и Л. О. Пастернака, затем — в Академии художеств (1896—1903) у И. Е. Репина. 
Выставлялся с 1890 года; участвовал в выставках объединений: «Новое общество художников» (1903—1917), «Мир искусства» (1922, 1924), «Жар-цвет» (1925), «Община художников» (1925), «Четыре искусства» (1928). Посетил в 1911 году Австрию, Италию, Францию, Германию. В 1914 году был избран действительным членом Императорской Академии художеств.
С 1909 года Нерадовский был хранителем художественного отдела Русского музея; в 1912—1929 годы — заведующим отделом, а в период 1929—1932 годов — членом совета музея. Руководил научной перепланировкой экспозиции и каталогизацией художественного собрания музея. Подготавливал экспозицию репинской юбилейной выставки 1925—1926 годов, о чём свидетельствуют строки письма К. И. Чуковского И. Е. Репину:

…он как раз распределял Ваши картины для предстоящей «Репинской выставки». Распределяет он превосходно, с огромным вкусом и тактом, «по-петербургски». Посмотрели бы Вы, как развешены у него картины А. А. Иванова (этюды, полученные от Боткина). Как великолепно распределены в отдельном зале картины Брюллова! А Венецианов! Боровиковский! Он говорит, что в Москве на Репинской выставке Ваши картины повешены хламно, путано, кое-как…— Репин И. Е., Чуковский К. И., Переписка. 1906—1929. — М.: Новое литературное обозрение, 2006. — С. 201—202
. 
В 1930-х годах работал также в Государственном Эрмитаже, Третьяковской галерее (1925—1928) и академии истории материальной культуры. В 1921—1928 годах П. И. Нерадовский был председателем Комитета Общества поощрения художеств. В 1929 году вошёл в состав «Общества живописцев».
Дважды, в 1932—1935 и 1938—1943 годах, находился в заключении по сфабрикованному обвинению. В дальнейшем работал в Загорском историко-художественном музее-заповеднике и в Центральных художественно-реставрационных мастерских (1944—1952).
Художественное творчество Нерадовского представлено портретами, пейзажами, жанровыми композициями, эскизами книжных знаков, литографиями. Ему принадлежат карандашные портреты современников: «Л. Н. Толстой за роялем» (1895), «К. А. Сомов» (1921), «И. С. Остроухов» (1933), «Е. С. Кругликова» (1933); акварельные и карандашные пейзажи Крыма, Загорска, Переславля-Залесского.
В 1955 году в Москве состоялась персональная выставка художника. Его произведения хранятся во многих музеях, в том числе в Третьяковской галерее, Русском музее, Музее изобразительных искусств имени А. С. Пушкина. Также в Псковской картинной галерее находится его работа «Портрет ребёнка» (1903).
П. И. Нерадовский является автором ряда научных работ по древнерусской живописи и книги мемуаров «Из жизни художника». — Л.: Художник РСФСР, 1965. — 196 с.
С 2001 года в Русском музее проводится конференция — «Нерадовские чтения», посвященная проблемам сохранения и реставрации памятников в музее.
Умер 20 декабря 1962 года в Москве; похоронен на Даниловском кладбище (уч. 29), рядом с И. С. Остроуховым.